# Siamenoside I
La siamenoside I est un hétéroside découvert dans le fruit du Siraitia grosvenorii, un cucurbitacé poussant en Chine.
Siamenoside I a un pouvoir sucrant 563 fois supérieur au saccharose.
Dans le même fruit a été découvert d'autres mogrosides au pouvoir sucrant (PS) intense : mogroside IV (PS = 392), mogroside V (PS = 425), 11-oxo-mogroside V (PS = 84) et dernièrement, en 2009, l'iso-mogroside V (PS = 500).